# 雉鹑属
雉鹑属（学名：Tropicoperdix）是鸡形目雉科下的一属。本属仅有红喉雉鹑（T. obscurus）和黄喉雉鹑（T. szechenyii）两种，仅分布在中国西部的山区，两种全部属于中国国家一级重点保护野生动物。

## 下属物种
本属包括以下物种：
- 红喉雉鹑 Tetraophasis obscurus (J.Verreaux, 1869)
- 黄喉雉鹑 Tetraophasis szechenyii Madarasz, 1885